# Danmarks Kirker
Danmarks Kirker er et opslagsværk om kirker i Danmark. Det har været under udgivelse siden 1933 med artikler skrevet af fagfolk fra Nationalmuseet. Værket er i lighed med Trap Danmark organiseret topografisk efter Danmarks amter før 1970 og begyndte med en behandling af Præstø Amt.
De enkelte kirker beskrives med en historisk indledning om kirkens tilhørsforhold, hvorefter dens beliggenhed, kirkegård og selve bygningerne beskrives. Dertil knyttes så en beskrivelse af kalkmalerier, inventar (altertavle, døbefont m.m.) og gravminder (epitafier, gravsten m.m.).
Værket blev grundlagt af Mouritz Mackeprang, der var direktør for Nationalmuseet. I 1926 lagde Mackeprang en plan frem for værket og året efter kunne redaktionsarbejdet begynde med Victor Hermansen som sekretær. Finansieringen kom fra Carlsbergfondet og Ny Carlsbergfondet. I 1937 blev filologen Erik Moltke fuldtidsansat til at arbejde på værket og i 1944 blev arkitekten Elna Møller ansat. I 1950'erne blev redaktionen udvidet og i 1992 var der otte redaktører ansat.
Den oprindelige finansiering fra Carlsbergfondene blev efter få år til en ligelig fordeling mellem staten og de to fonde. I 1978 blev denne model ændret, således at staten – mere præcist Kulturministeriet – står for 50%, Carlsbergfondene for 25% og de amter, der er under behandling, for de sidste 25%. Derudover yder Nationalmuseet støtte ved at stille lokaler til rådighed og stå for trykningen.
Oprindelig var der sat den begrænsning for værket, at det ikke skulle behandle tiden efter ca. 1850, dvs. kirker opført efter 1850 skulle ikke medtages og inventar efter denne tid kun kort nævnes. Dette er man dog senere afveget noget fra.

## Udgivelser
Amter i kursiv er ikke færdigudgivet.
| Del   | Område            | Bind      | År                 |
| ----- | ----------------- | --------- | ------------------ |
| I     | København By      | 6         | 1945-88            |
| II    | Frederiksborg Amt | 4         | 1964-79            |
| III   | Københavns Amt    | 4         | 1944-51            |
| IV    | Holbæk Amt        | 5         | 1979-2001          |
| V     | Sorø Amt          | 2         | 1934-37            |
| VI    | Præstø Amt        | 2         | 1933-35            |
| VII   | Bornholms Amt     | 1         | 1954               |
| VIII  | Maribo Amt        | 2         | 1948-51            |
| IX    | Odense Amt        | ?         | 1990-?             |
| X     | Svendborg Amt     | ?         | 2010-?             |
| XI    | Hjørring Amt      | ?         | Ikke påbegyndt     |
| XII   | Thisted Amt       | 2         | 1940-42            |
| XIII  | Ålborg Amt        | ?         | Ikke påbegyndt     |
| XIV   | Viborg Amt        | ?         | Ikke påbegyndt     |
| XV    | Randers Amt       | ?         | Under forberedelse |
| XVI   | Århus Amt         | 11        | 1968-2008          |
| XVII  | Vejle Amt         | ?         | 2004-?             |
| XVIII | Ringkøbing Amt    | ?         | 1998-?             |
| XIX   | Ribe Amt          | 5         | 1979-2003          |
| XX    | Haderslev Amt     | 1 eller 2 | 1954               |
| XXI   | Tønder Amt        | 1         | 1957               |
| XXII  | Åbenrå Amt        | 1         | 1959               |
| XXIII | Sønderborg Amt    | 1         | 1961               |
| XXIV  | Færøerne          | ?         | Ikke påbegyndt     |
| XXV   | Grønland          | ?         | Ikke påbegyndt     |

## Ekstern henvisning
- Danmarks Kirker – hjemmeside for værket